# Munificentissimus Deus
Munificentissimus Deus (łac. Nieskończenie Hojny Bóg) – konstytucja apostolska Piusa XII z 1 listopada 1950 roku, w której papież ogłosił dogmat o Wniebowzięciu NMP.
Dogmat ten został ogłoszony w słowach: „Niepokalana Bogurodzica zawsze Dziewica Maryja, po zakończeniu biegu życia ziemskiego, została z ciałem i duszą wzięta do niebieskiej chwały”. Słowa te ogłaszają fakt przebywania Maryi w niebie z ciałem i duszą, nie definiując jednak śmierci Matki Bożej.